# Trace Urban
Trace Urban är en fransk musikvideo-kanal. Kanalen har en inriktning mot hiphop och R&B. Kanalen startades av Olivier Laouchez 2003 och sänds idag [när?] i 130 länder.